# Васюра, Григорий Никитович
Григо́рий Ники́тич Васю́ра (укр. Григорій Микитович Васюра; 9 февраля 1915, Чигирин — 2 октября 1987, Минск) — старший лейтенант Красной Армии, перешедший на сторону Германии в годы Великой Отечественной войны, начальник штаба карательного 118-го батальона Шуцманшафта. По приговору военного трибунала Белорусского военного округа был признан виновным в многочисленных военных преступлениях и преступлениях против человечества, в том числе за организацию убийства жителей деревни Хатынь, и расстрелян в 1987 году.

## Биография

### Довоенные годы
Родился 9 февраля 1915 года (по другим данным, 1913 года) в городе Чигирин (ныне Черкасская область, Украина). Украинец. До войны работал школьным учителем. Окончил Киевское военное училище связи в 1936 году.
На момент вторжения гитлеровской Германии в СССР в июне 1941 года Васюра командовал отделением связи укрепрайона 67-й стрелковой дивизии (по данным карточки военнопленного, проходил службу в артиллерийском подразделении). 28 июня 1941 года добровольно сдался в плен во время боёв за Лиепаю (по его собственным словам, был контужен).
Был заключён в лагерь Stalag III-A. В самые первые дни пребывания в плену согласился добровольно сотрудничать с немцами, а в феврале 1942 года по собственному желанию был отправлен в школу пропагандистов (сначала в Вустрау, позже в Вутзец), организованную в лагере Stalag III-D и руководимую Рейхсминистерством оккупированных восточных территорий. 9 июня 1942 года освобождён окончательно.
Выйдя на свободу, получил право свободно перемещаться по всей территории Третьего Рейха.

### Служба в рядах карателей
После окончания школы пропагандистов в октябре 1942 года Васюра был отправлен в Киев, где он присоединился к 118-му батальону шуцманшафта, состоящему из бывших советских солдат и некоторых членов распущенного немцами Буковинского куреня. 
Васюра быстро продвигался по службе. Из командира взвода он превратился в начальника штаба, сменив своего предшественника, который дезертировал в декабре 1942 года. Фактически, у подразделения было двойное руководство: официально шефом батальона был немец, штурмбаннфюрер СС Эрих Кёрнер, но в действительности им единолично командовал Григорий Васюра.
В том же декабре 1942 года подразделение было переведено в оккупированную Белоруссию для проведения карательных операций против партизан. Сначала батальон прибыл в Минск, а затем в город Плещеницы. Также 2 марта 1943 года в те же края, где нёс службу 118-й батальон, прибыл особый батальон СС под командованием Оскара Дирлевангера.
С осени 1942 года по июль 1944 года Васюра со своим батальоном провёл десятки крупных карательных акций, в том числе операции Хорнунг, Драуфгенгер, Коттбус, Герман и Вандсбек, которые были частью политики «мёртвой зоны», направленной на уничтожение сотен белорусских деревень, чтобы очистить эти земли от мирного населения и в дальнейшем их заселить немецкими колонистами. За время оккупации в результате 60 крупных и 80 небольших акций карателями различных подразделений были уничтожены 627 деревень в оккупированной Белоруссии.
Васюра непосредственно принимал участие в карательных операциях своего батальона, отдавал приказы о расправах. Он лично издевался над людьми, пытал и расстреливал их, часто на глазах у своих подчинённых, чтобы подать им пример. Бывшие каратели 118-го батальона не раз говорили о зверской сущности своего командира.
В лесах возле деревни Каминская Слобода, после массовых убийств, проведенных в соседних поселениях, скрывалось большое количество еврейского населения. Когда каратели обнаружили их, Васюра вместе со своими подчинёнными Мелешко, Катрюком и другими самолично расстреливал жителей, а в землянки, где прятались люди, кидал гранаты.
В деревне Новая Вилейка каратели выгнали всех жителей из их домов, после чего с целью разминирования Васюра заставил их бежать по минному полю. Тех, кто не мог бежать или бежал медленно, начальник штаба убивал без жалости и пощады. Однажды, когда батальон стоял возле железнодорожной станции Новоельня, Васюра увидел, как один ребёнок пытался найти еды, подобравшись к поезду. Он схватил его за шиворот, после чего выстрелил в него. На суде Васюра всячески отрицал этот эпизод, заявляя, что это сделал Кернер.
В самом батальоне он тоже отличался особой жестокостью по отношению к другим карателям, а его власть держалась на абсолютном насилии. Когда Васюра узнал, что кое-кто из его батальона хочет перейти на сторону партизан и уже установил с ними контакты, он лично на глазах у своих подчинённых избил провинившихся и расстрелял их.

Из показаний рядового 118-го батальона шуцманшафта Григория Спивака:
«Васюра отличался жестокостью. С ним было трудно иметь дело. Его боялся даже командир нашей роты, Винницкий. Васюра прибегал к насилию по отношению к своим подчиненным».

#### Сожжение деревни Хатынь
22 марта 1943 года в ходе перестрелки с партизанским отрядом «Дяди Васи» был убит гауптман (капитан) Ханс Вёльке, шеф первой роты 118-го батальона. Взбешённые гибелью капитана, каратели 118-го батальона на дороге Плещеницы-Логойск задержали более 50 человек-лесорубов из села Козыри, убив 26 из них. Прибывший с поднятыми по тревоге карателями Васюра лично стрелял из MP-40 по пытавшимся спастись бегством.
Вскоре батальон по следам партизан направился в деревню Хатынь. Группа подпольщиков с боем отступила из окружённой деревни. В отместку за то, что жители Хатыни якобы приютили у себя партизан, был произведён жесточайший акт коллективного наказания. Местных жителей согнали в сарай, который обложили соломой, подожгли и открыли огонь из стрелкового оружия. Заживо были сожжены и расстреляны 149 местных жителей (75 из них — дети). Все дворы деревни разграблены и сожжены дотла. Григорий Васюра не подписывал де-юре приказ об уничтожении села, поскольку у него не было на то полномочий: распорядиться об уничтожении деревни мог только шеф батальона Эрих Кёрнер. Тем не менее, главным исполнителем был Васюра: он непосредственно руководил полицаями, которые сгоняли, жгли и расстреливали жителей деревни. Кроме того, он лично стрелял по людям в горящем сарае.

#### Другая деятельность во время войны
Дальнейшую службу Васюра продолжил в составе 118-го батальона в той же Белоруссии: 13 мая 1943 года он командовал батальоном в боях за село Дальковичи против партизан, где отдал приказ сжечь деревню. А 27 мая его батальон расстрелял 78 человек в селе Осови. Далее последовала карательная операция «Коттбус» и расправа над жителями села Новая Вилейка и его окрестностей, где Васюра приказал селянам пройти по минному полю. Пару дней спустя в деревне Старая Вилейка он приказал заживо сжечь в двух амбарах 17 детей, 7 женщин и 6 мужчин. Затем батальон Васюры сжёг деревни Маковье и Уборок, не оставив в живых никого из жителей, а после в селе Каминская Слобода согнал вместе 50 евреев и расстрелял их.
Позже Васюра перешёл в 76-й ваффен-гренадерский полк 30-й гренадерской дивизии СС, где и закончил войну. Предположительно, его полк был разбит во Франции, где часть 118-го батальона шуцманшафта ушла к французским партизанам.
Шеф батальона Эрих Кёрнер скрывал факты гибели гражданских лиц, докладывая командованию, что 118-й батальон вспомогательной полиции воевал только против многочисленных партизанских отрядов, так как 18 ноября 1942 года вышло постановление СД, по которому привлекать местных жителей к уголовной ответственности было запрещено, поскольку целые деревни якобы находились «под гнётом партизан».

### После войны
В фильтрационном лагере Васюра скрыл факт своей службы в СС и участие в карательных операциях против мирных граждан. В 1952 году был арестован органами следствия по подозрению в сотрудничестве с оккупантами. По приговору трибунала Киевского военного округа он получил срок в 25 лет лишения свободы, но уже 17 сентября 1955 года был амнистирован по указу Президиума Верховного Совета СССР.
Он перебрался в деревню Великая Дымерка (Броварский район, Киевская область) и стал директором по хозяйственной части совхоза «Великодымерский». Под его руководством совхоз добивался высоких показателей. Порой рабочие жаловались на грубые методы управления Васюры — тот мог жестоко избивать своих сотрудников, но это списывали на его жёсткий характер по отношению к халтурной работе. Он не раз поощрялся за хорошую работу, вступил в коммунистическую партию, построил большой дом, имел государственные награды и грамоты. Более того, Васюра обзавёлся удостоверением участника Великой Отечественной войны. Женился, в браке родились две дочери, ставшие учительницами.
Григорий Васюра утверждал, что был осуждён исключительно за то, что попал в плен. Стал почётным курсантом Киевского военного училища связи имени Калинина и не раз выступал перед молодёжью в образе фронтовика-связиста. Но, по словам его коллег, он никогда не отмечал День Победы. Вместо этого Васюра обычно встречался с шестью другими коллаборационистами, которые жили в той же деревне.

### Арест, суд и казнь
В 1985 году Васюра, как «ветеран боевых действий», получил Орден Отечественной войны (в честь 40-летия победы, орденом Отечественной войны в том году массово награждались все жившие на тот момент ветераны войны, о которых имелись данные в местных военкоматах и органах власти). В архивах служащие нашли только факт, что Васюра пропал без вести в июне 1941 года, но дальнейшие поиски в архивах заставили пересмотреть и некоторые результаты допроса Василия Мелешко (бывшего сослуживца Васюры), расстрелянного в 1975 году за сотрудничество с оккупантами и участие в сожжении деревни Хатынь.

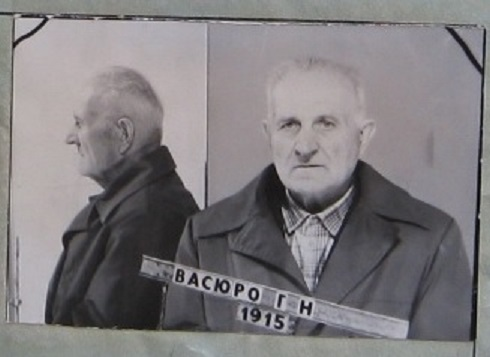
Фотография хатынского палача Григория Васюры из его уголовного дела

В 1986 году Васюра был арестован КГБ по подозрению в участии в сожжении Хатыни. Было возбуждено уголовное дело «по вновь открывшимся обстоятельствам».
Выживших в хатынской трагедии почти не осталось, поэтому по крупицам были собраны показания 26 свидетелей. Многие из них были бывшими солдатами 118-го батальона шутцманншафта, отбывающими наказание в советских лагерях и тюрьмах. Так, например, свидетелей Остапа Кнапа и Ивана Лозинского привезли из исправительных колоний Коми АССР. Бывший военнослужащий батальона Иван Козыченко пришёл на суд в советских медалях, которые получил как фронтовик, чем вывел из себя сторону обвинения. Среди свидетелей были также несколько тех, кому удалось выжить 22 марта 1943 года в Хатыни.
Васюра изначально свою вину категорически отрицал. Судебное дело составило 14 томов, и следователям удалось восстановить хронологию событий 22 марта 1943 года с точностью до минут. Были найдены неопровержимые доказательства его участия в военных преступлениях, в частности в эпизоде с расправой над Хатынью. Судом доказано, что в ходе карательных операций по приказу Васюры и им лично убиты как минимум 360 преимущественно мирных советских граждан.

Когда Васюра понял, что не было никакого смысла отрицать это, он сознался, закричав:
Да, я сжёг вашу Хатынь!
Суд проходил в закрытом режиме. Только двум корреспондентам — от газеты «Известия» и агентства БелТА — было поручено вести репортажи о процессе. Когда материалы были уже готовы к печати, авторам сообщили, что публикация отменяется. Судья Виктор Глазков утверждал, что так было решено после непосредственного вмешательства первого секретаря Компартии Украины Владимира Щербицкого и первого секретаря Компартии Белоруссии Николая Слюнькова. Они оба были обеспокоены тем, что публичный процесс против украинского военного преступника подорвёт официально декларируемую атмосферу братства между советскими народами.
26 декабря 1986 года трибунал Белорусского военного округа под председательством судьи Виктора Глазкова приговорил Григория Никитича Васюру как пособника немецко-фашистских захватчиков к смертной казни путём расстрела, а также лишил всех наград. Васюра обжаловал приговор, но Военная коллегия Верховного суда СССР ввиду исключительной тяжести совершённых преступлений ответила отказом. 2 октября 1987 года в Пищаловском замке приговор привели в исполнение. После расстрела тело Васюры было по жестокой иронии судьбы закопано в логойских лесах, там же, где лежат многие его жертвы. В архивах хранятся бумаги, где обозначен квадрат, в котором было закопано тело. Могилы у него нет.
В марте 2008 года правительство Белоруссии рассекретило протоколы судебного разбирательства по делу Григория Васюры.